# EP u softbolu 2007.
8. EP u softbolu se održalo u Belgiji, u Beverenu, od 2. do 7. srpnja 2007.

## Konačna ljestvica
| Mj. | Država          |
| --- | --------------- |
| 1.  | Češka           |
| 2.  | Danska          |
| 3.  | Nizozemska      |
| 4.  | Belgija         |
| 5.  | Slovačka        |
| 6.  | Hrvatska        |
| 7.  | Izrael          |
| 8.  | Uj. Kraljevstvo |

## Vanjske poveznice
- Službene stranice  Arhivirana inačica izvorne stranice od 11. srpnja 2007. (Wayback Machine)